# Fachwerkkirche Waldow

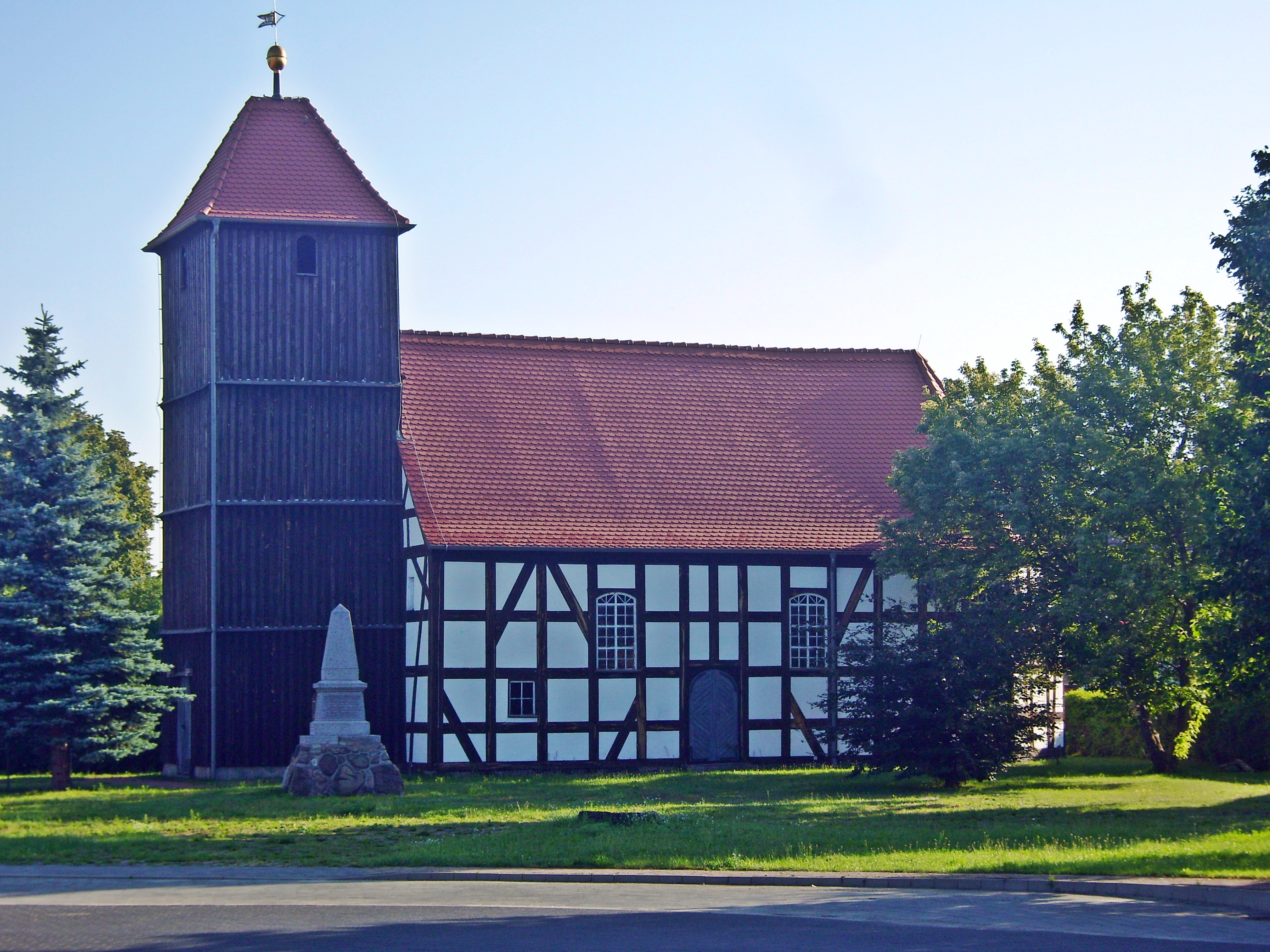
Dorfkirche Waldow

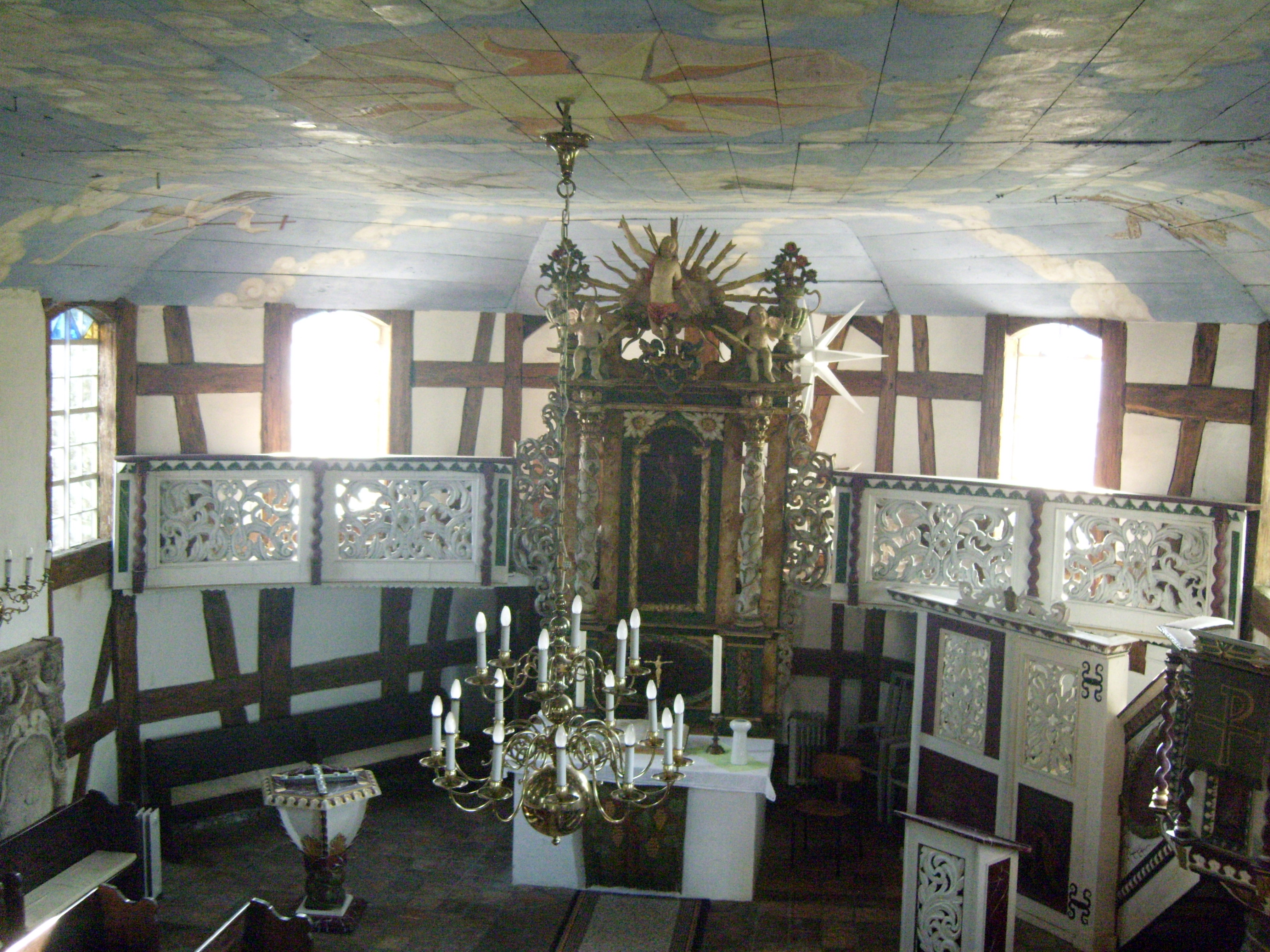
Blick in den Chorraum

Die evangelische Fachwerkkirche Waldow ist ein denkmalgeschütztes Kirchengebäude in Waldow/Brand, einem Ortsteil von Schönwald im Landkreis Dahme-Spreewald (Brandenburg).

## Geschichte und Architektur
Seit wann im Ort ein Kirchengebäude stand ist nicht überliefert, die ansässigen Pfarrer sind seit 1603 namentlich aufgeführt. Kirchenbücher wurden seit 1669 geführt.
Die Dorfkirche wurde nach einer Datierung am Südportal unter dem Patronat derer von Stutterheim um 1709 als Fachwerkgebäude errichtet. Der rechteckige Fachwerkbau schließt mit einem dreiseitigen Ostchor. Der Vorbau für die Patronatsloge steht über einer Gruft in der Achse der Nordfront. Die Bretterdecke im Innenraum ist flachgewölbt und mit dem Bild einer Sonne verziert. Rautenförmige Fliesen mit einer Seitenlänge von 27 cm bilden den Fußbodenbelag. Der verbretterte Westturm steht auf einem quadratischen Grundriss in der Mitte der Westfront. Er ist mit einem Walmdach gedeckt und wurde später angefügt. In der den Turm bekrönende Wetterfahne ist die Inschrift J. F. Waldow/1882 erhalten, sie weist auf eine Renovierung unter dem Patron Julius Fuhrmann hin. Die Wände sind durch hohe Segmentbogenfenster mit Sprossen gegliedert. Die Portaltüren sind zweiflügelig gehalten. Die barocke Deckenbemalung ist erwähnenswert. Das Gebäude wurde von 1989 bis 1990 umfassend renoviert.
Die Kirche gehört zum Pfarrsprengel Dahme-Berste-Land im Kirchenkreis Niederlausitz der Evangelischen Kirche Berlin-Brandenburg-schlesische Oberlausitz.

## Ausstattung

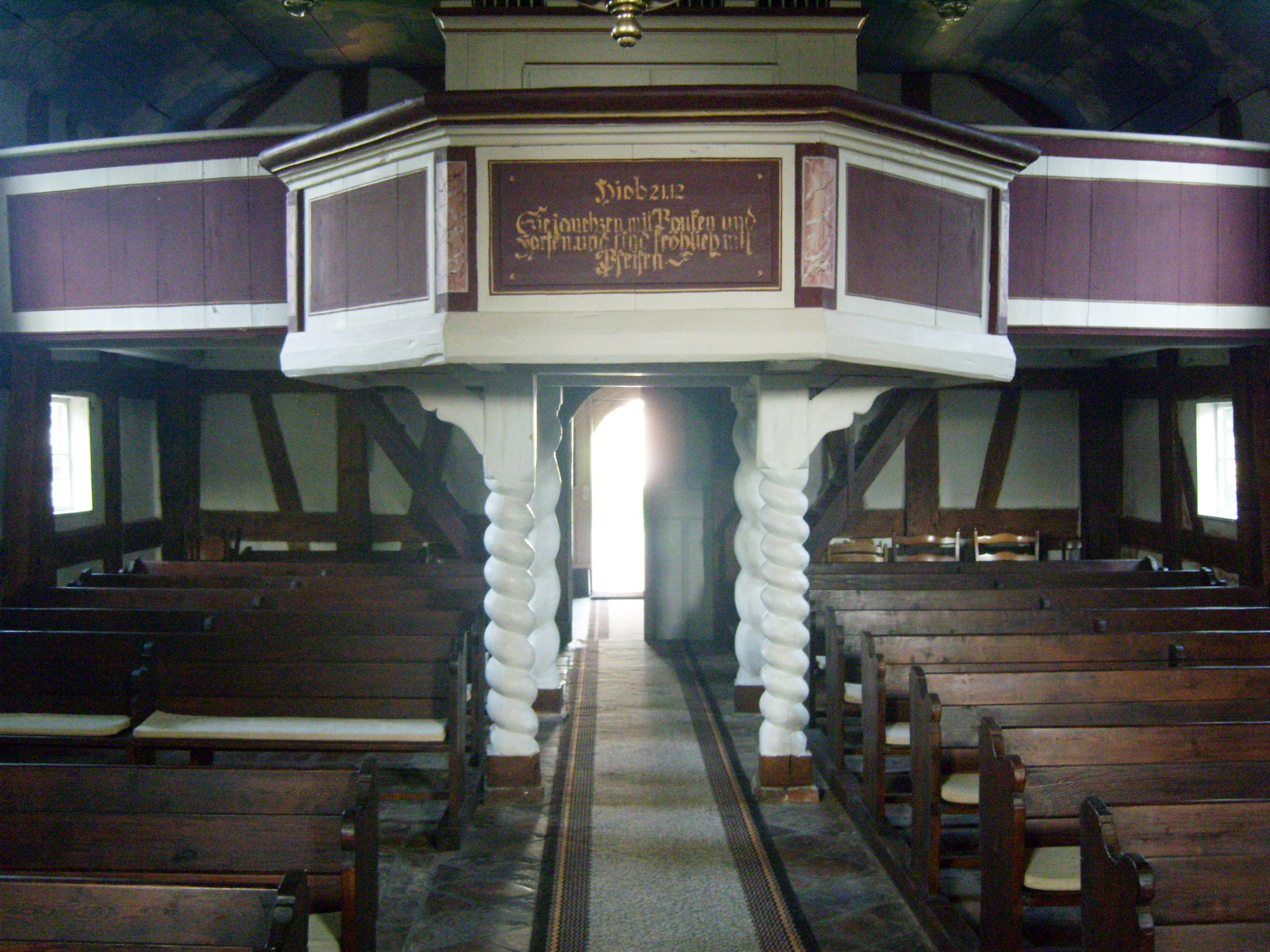
Blick auf die Empore

- Von der barocken Innenausstattung sind der reich verzierte Altar vom Anfang des 18. Jahrhunderts, die Patronatsloge, der Taufstein und die Orgelempore, die auf vier gewundenen Stützen steht.
- Die Orgel ist ein Werk des Sonnewalder Orgelbauers Johann Christoph Schröther der Jüngere.[4]
- Der Altar vom Anfang des 18. Jahrhunderts ist im Stile des Barock gehalten. Im Hauptfeld, zwischen Säulen ist die Kreuzigung dargestellt. In der Predella wird das letzte Abendmahl gezeigt. Die Bemalung ist nicht mehr ursprünglich.
- In der unteren Türfüllung des Pfarrsitzes ist eine Petrusfigur erhalten.[5] Er wurde vor einigen Jahren an die jetzige Stelle gerückt.
- Die Kanzel ruht auf einem mit Blatt- und Rankenornamenten geschmückten Fuß. Zwischen von Konsolen getragenen Ecksäulen sind Bilder der vier Evangelisten und des Christus zu sehen. In der Brüstung des Aufganges ist der Spruch Mt 2,7 LUT zu lesen.
- Zwei Ölbilder hängen an der Nordseite, sie stellen den königlich preußischen Amtsrat zu Waldow Johann Joachim Jäckel, der 1714 in Waldow geboren wurde und dessen Ehefrau Maria Sophie Gescher, die im November 1734 geboren wurde, dar.